# Ectopatria euglypta
Ectopatria euglypta är en fjärilsart som beskrevs av Oswald Beltram Lower 1908. Ectopatria euglypta ingår i släktet Ectopatria och familjen nattflyn. Inga underarter finns listade i Catalogue of Life.